# ایتارسی
ایتارسی (به انگلیسی: Itarsi) یک منطقهٔ مسکونی در هند است که در بخش هوشنگ‌آباد واقع شده‌است. ایتارسی ۹۹٬۳۳۰ نفر جمعیت دارد و ۳۵۰ متر بالاتر از سطح دریا واقع شده‌است.